# Брэдли, Уоррен
Уо́ррен Брэ́дли (англ. Warren Bradley; 20 июня 1933 — 6 июня 2007) — английский футболист, крайний нападающий.

## Биография
Уроженец Хайда, Чешир (ныне — графство Большой Манчестер), Уоррен играл за местные школьные команды, а затем за молодёжный и резервный состав клуба «Болтон Уондерерс». Во время учёбы в Хэтфилдском колледже при Даремском университете выступал за клуб «Дарем Сити». С 1955 по 1958 год выступал за клуб Северной лиги «Бишоп Окленд», бывший тогда одним из ведущих любительских клубов в Англии. В 1956 и 1957 году выиграл Любительский кубок Англии.
В феврале 1958 года в мюнхенской катастрофе погибло 8 игроков основного состава «Манчестер Юнайтед», ещё двое никогда больше не смогли играть в футбол. После этого в команду были взяты в аренду трое футболистов любительской сборной Англии: Дерек Льюин (Derek Lewin), Боб Хардисти (Bob Hardisty) и Уоррен Брэдли. Они изначально играли за резервную команду «Юнайтед». В ноябре 1958 года Уоррен Брэдли подписал с клубом профессиональный контракт на неполный рабочий день (параллельно он работал учителем в Стретфорде). В основном составе «Манчестер Юнайтед» Брэдли дебютировал 15 ноября 1958 года в матче против «Болтон Уондерерс». Всего в сезоне 1958/59 Брэдли провёл за команду 25 матчей и забил 12 мячей. Команда, к удивлению многих, завершила первый сезон после мюнхенской трагедии на втором месте.
В мае 1959 года Уолтер Уинтерботтом вызвал Брэдли в национальную сборную Англии. Брэдли стал первым и единственным футболистом, сыгравшим за любительскую и профессиональную сборные Англии по ходу одного сезона. За основную сборную Англии сыграл три матча, все — в мае 1959 года: 6 мая против Италии, 24 мая против Мексики и 28 мая против США. За любительскую сборную Англии провёл 11 матчей.
В сезоне 1959/60 Брэдли был игроком основного состава, сыграв 31 матч и забив 9 мячей. Однако в последующие два сезона редко попадал в основу, и 1 марта 1962 года был продан в «Бери» за 40 тысяч фунтов. За «Манчестер Юнайтед» он провёл 67 матчей и забил 21 мяч.
Выступал за «Бери» до 1963 года, сыграв в 17 матчах и забив 2 мяча.
В дальнейшем выступал за клубы «Нортуич Виктория» (с июля по ноябрь 1963 года), «Маклсфилд Таун» (1963—1964, 1966) и «Бангор Сити» (1964—1965). В 1966 году завершил футбольную карьеру.
После завершения карьеры долгое время работал директором школы в Болтоне. Позднее работал в ассоциации бывших игроков «Манчестер Юнайтед», в том числе в качестве председателя.

## Достижения
Бишоп Окленд
- Обладатель Любительского кубка Англии[англ.] (2): 1956, 1957

## Статистика выступлений
| Клуб              | Сезон            | Лига | Лига | Кубки | Кубки | Итого | Итого |
| Клуб              | Сезон            | Игры | Голы | Игры  | Голы  | Игры  | Голы  |
| ----------------- | ---------------- | ---- | ---- | ----- | ----- | ----- | ----- |
| Манчестер Юнайтед | 1958/59          | 24   | 12   | 1     | 0     | 25    | 12    |
| Манчестер Юнайтед | 1959/60          | 29   | 8    | 2     | 1     | 31    | 9     |
| Манчестер Юнайтед | 1960/61          | 4    | 0    | 0     | 0     | 4     | 0     |
| Манчестер Юнайтед | 1961/62          | 6    | 0    | 1     | 0     | 7     | 0     |
| Манчестер Юнайтед | Итого            | 63   | 20   | 4     | 1     | 67    | 21    |
| Бери              | 1961/62          | 2    | 0    | 0     | 0     | 2     | 0     |
| Бери              | 1962/63          | 11   | 1    | 4     | 1     | 15    | 2     |
| Бери              | Итого            | 13   | 1    | 4     | 1     | 17    | 2     |
| Всего за карьеру  | Всего за карьеру | 76   | 21   | 8     | 2     | 84    | 23    |